# Azor (Film)
Azor ist ein Film von Andreas Fontana, der im Juni 2021 im Rahmen der Internationalen Filmfestspiele Berlin seine Premiere feierte und am 7. Oktober 2021 in die Schweizer Kinos kam. Darin begibt sich ein Schweizer Banker nach dem Verschwinden seines Geschäftspartners in Begleitung seiner Ehefrau nach Argentinien, das nunmehr von einer Militärjunta regiert wird.

## Handlung
Prolog
Yvan De Wiel, Teilhaber des Schweizer Bankhauses Keys Lamar De Wiel, und seine Frau Inés sind aus Genf nach Buenos Aires gekommen. Ihr Cousin, der Schweizer Botschafter Gaspar soll am nächsten Tag zurückkommen und will sie beide dann treffen. Es ist die Zeit kurz vor dem World Cup. Soldaten kontrollieren Menschen auf offener Straße. Die neue argentinische Regierung will Reformen durchsetzen.
Kapitel 1: La Tournée du Chameau / La Gira del Camello / The Camel‘s Tour
Yvan und Inés kommen im Hotel Plaza unter. Er ist in die Stadt gekommen, um herauszufinden, was mit seinem Partner René Keys passiert ist, von dem er seit einem Monat nichts gehört hat. Eigentlich hatte Yvan gehofft, den wohlhabenden Kunden Anibal Farrell sehen zu können, um etwas über Keys’ Verbleib zu erfahren, doch der schickt seinen Anwalt Dekerman zu einem Treffen. Beim Zusammenkommen mit Inés’ Cousin am nächsten Tag zeigt sich dieser wegen Keys’ Verschwinden besorgt und vermittelt Yvan an seinen gut informierten Fahrer Dante.
Kapitel 2: Les Visites  / Las Visitas / The Visits
Yvan und Inés besuchen Madame Lacrosteguy, die gut mit Keys befreundet ist. Die Witwe gehört gemeinsam mit ihrem neuen Lebensgefährten der argentinischen Oberschicht an. Sie erzählt ihm von schlimmen Dingen, die sich in den obersten Zirkeln der Macht des Landes abspielen. Man sei hinter Leuten wie ihnen her, die zur Zeit einer nach dem anderen enteignet werden.
Zurück in der Stadt bringt in Dante zu Keys’ Wohnung, die er im Dunkeln durchsucht. Der hat alles einfach zurückgelassen, als ob er geflüchtet ist. Auf einem Kalender ist der Name Lázaro als Termin am 5. November 1980 vermerkt. 
Yvan und Inés besuchen den wohlhabenden Kunden Augusto Padel-Camón auf dessen Landgut und reiten mit ihm aus. Auch er erzählt ihnen, dass das Land zu einem Ort geworden ist, an dem die politische Führung Jagd auf die Elite macht. Er nennt Keys einen Freund, während seine Frau ihn in einem Gespräch mit Inés als einen gefährlichen Manipulateur beschreibt.
Kapitel 3: Un duel / Un duelo / A duel

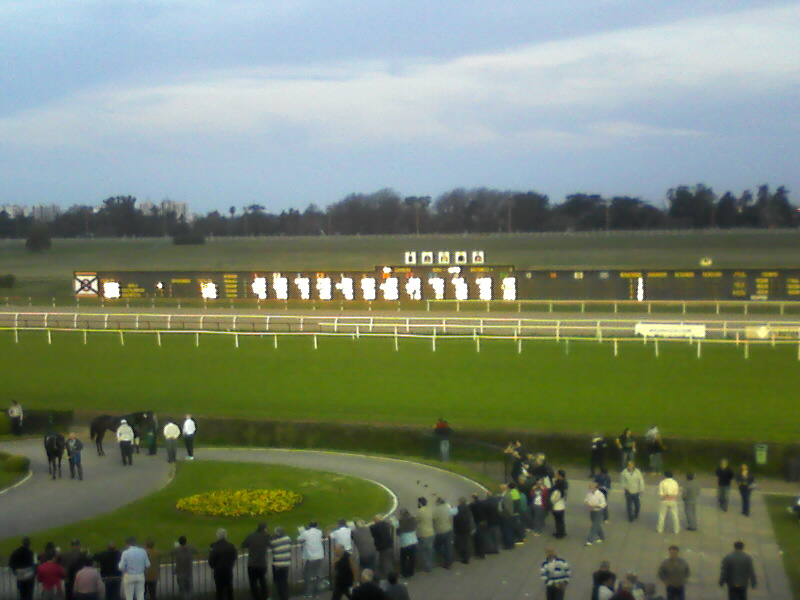
Yvan und Inés De Wiel treffen bei einem Pferderennen endlich auf Anibal Farrell. Gedreht wurde diese Szene im Hipódromo de San Isidro

Yvan ist endlich zu Herrn Farrell vorgedrungen, der seine Pferde bei einem Rennen teilnehmen lässt. Ihr Gespräch dauert jedoch nicht lange, weil Angehörige des Militärs auftauchen und die Personalien der Besucher der Pferderennbahn kontrollieren. Farrell lässt Yvan mit seinem Anwalt zurück, der die Beziehung zwischen seinem Chef und Keys als ein gegenseitiges Abhängigkeitsverhältnis beschreibt, ähnlich wie bei einem Drogendealer und einem Junkie.
Yvan versteht, dass er beim Geschäftemachen einer völlig anderen Philosophie folgt als Keys. Dessen Vertrauter Decôme erzählt ihm, dass Keys so wurde, weil er zu viel Zeit in Argentinien und diese zudem mit den falschen Leuten verbrachte.
Dass die beiden Geschäftspartner sehr unterschiedlich sind erkennt auch Monsignore Tatoski schnell, den Yvan im Club „El circulo de armas“ kennenlernt, wo sich die Crème de la Crème des Landes trifft, Botschafter und Geschäftsleute. Yvan erfährt, dass der von Mariano Paunero gegründete Club viele berühmte Mitglieder hatte, darunter die ehemaligen Präsidenten von Argentinien Carlos Pellegrini, Julio Argentino Roca, Manuel Quintana und José Figueroa Alcorta. Der Monsignore scheint gut informiert, weiß genau was er will, besonders in Geldfragen. Er erzählt ihm, Keys hätte auch in riskante Divisenmarktgeschäfte investiert, was Yvan kaum glauben kann. 
Kapitel 4: Le Gala / La Gala /  The Gala
Bei Madame Lacrosteguy haben sich Menschen der High Society des Landes zusammengefunden. Neben Yvan sind auch andere Banker und berühmte Schauspieler eingeladen, und auch Farrell und Dekerman sind da, ebenso Herr Padel-Camón und auch der Cousin seiner Frau nebst anderen Botschaftern. Von Letzteren erfährt er, dass sie vorhaben, der Regierung des Landes den Weg zu den internationalen Kreditmärkten zu verwehren. Yvan erkennt, wie brillant, wie gut informiert und gut vernetzt und damit unersetzlich Keys für ihre Privatbank war.
Kapitel 5: Lázaro
Per Boot wird Yvan auf einem Fluss zur Isla Lázaro gebracht, die als Militärzone ausgewiesen ist.
Dort hat man teure Konsumgüter, Autos, Kunstgegenstände, Maschinen, elektrische Geräte und Antiquitäten zusammengetragen, die man in den Häusern der Upperclass gefunden hat. Die Männer haben genau Buch darüber geführt, wem sie die Sachen weggenommen haben und können Yvan Besitzurkunden für alle Gegenstände vorlegen. Yvan erklärt dem Colonel, sie seinen zwar kein Auktionshaus, doch er könne organisieren, dass man, was von Wert ist, außer Landes in die Schweiz schafft und dort auf Kommission verkauft. Man kommt ins Geschäft, und auf der Rückfahrt breitet sich ein Lächeln auf Yvans Gesicht aus.

## Produktion

### Regie und Drehbuchentwicklung
Regie führte der Schweizer Andreas Fontana, der auch das Drehbuch schrieb. Es handelt sich bei Azor um sein Spielfilmdebüt. Inspiriert wurde der Film von einem Brief, den der Regisseur im Besitz seines Vaters fand, einem Schweizer Privatbankier wie der Protagonist des Films. Dieser dokumentiert eine Reise nach Argentinien während der Zeit, in der der Film spielt und erzählt von seiner Beteiligung an Geldwäsche und Steuerbetrug in dem von der Junta geführten Land. Im Podcast von „Film at Lincoln Center“ erklärte Fontana, der signifikante Unterschied von Privatbanken zu herkömmlichen Banken bestehe darin, dass sie nicht an Geschäften mit Durchschnittsbürgern interessiert sind, sondern mit Individuen mit viel Geld aus fragwürdigen Quellen.
Der Film spielt im Jahr 1980, inmitten des nationalen Reorganisationsprozesses in Argentinien. Die Regierungsjunta, die 1976 durch einen Putsch an die Macht kam, regierte bis 1983. Mit dem Verschwinden von Keys wollte Fontana auf das allgemeine Verschwinden von Personen verweisen, die sich auf einer Liste von Diktaturen befinden, die es nicht nur während der Militärherrschaft in Argentinien gab. Ende der Militärdiktatur dort wurde jedoch ein Bericht veröffentlicht, der namentlich auf solchen Listen stehende Personen nannte, die aus der Gesellschaft entfernt wurden.
Angesprochen auf den unheimlichen Monsignore und den elitären Club dessen Mitglieder dieser ist, erklärte der Regisseur, es sei nicht leicht, Zutritt zum „Circulo de armas“ zu bekommen. Man müsse von zwei Mitglieder eingeladen werden. Als es ihm gelang, selbst dorthin zum Essen eingeladen zu werden, habe er in den dort geführten Gesprächen die versteckten Kräfte gespürt. Der „Circulo de armas“ wurde 1885 von dem konservativen Anwalt Mariano Paunero gemeinsam mit einigen Generälen und anderen hochrangigen Mitgliedern des Militärs gegründet. Zu den Mitgliedern gehörten frühere Präsidenten von Argentinien wie Carlos Pellegrini, Julio Argentino Roca, Manuel Quintana und José Figueroa Alcorta. Heute verfügt er über einen Leseraum, ein Spielzimmer, eine geräumige Bar, ein Esszimmer, Squashplätze, einen Fitnessraum, eine Bibliothek und vier Schlafzimmer. Auch wenn der Monsignore im Film nur eine Nebenrolle spielt, wurde die von Pablo Torre Nilsson verkörperte Figur von Kritikern immer wieder als unheimlichstes Element des Films beschrieben. Robert Abele bemerkt in der Los Angeles Times zu Tatoski, dieser Mann mit den stählernen Augen spreche über den Kauf und Verkauf von Aktien mit der gleichen Selbstverständlichkeit, wie von den  Parasiten, die es „in den besten Familien“ gibt, die ausgerottet werden müssen.

### Aufbau und Filmtitel
Über René Keys, den Yvan De Wiel zu finden versucht, ist im Film viel zu hören, allerdings ist er nie zu sehen. Daher wurde von Kritikern immer wieder der Vergleich mit Der dritte Mann von Carol Reed angestellt, in dem Harry Lime dauerhaft abwesend, jedoch von durchdringender Präsenz ist. Man erfährt über Keys durch Gespräche von Menschen über ihn, er sei „verdorben“, „sehr charmant“, „hässlicher als eine Kröte“ oder „ein verabscheuungswürdiger Manipulator“. Manohla Dargis erinnert der Name zudem an Barton Keyes in Frau ohne Gewissen, der von Edward G. Robinson gespielt wird.
Zu dem Titel erklärt Inés De Wiel im Film, es handelte sich dabei um ein Codewort im Banker-Slang, und wenn sie und ihr Ehemann es in ihren Gesprächen verwenden, bedeutet es so viel wie „Sei still. Pass auf, was du sagst.“

### Besetzung und Dreharbeiten
Die Hauptrolle, Yvan De Wiel, besetzte Fontana mit dem belgischen Schauspieler Fabrizio Rongione. Stéphanie Cléau spielt seine Ehefrau Inés. Ignacio Vila ist in der Rolle des wohlhabenden Kunden Anibal Farrell zu sehen, Juan Pablo Geretto spielt dessen rechte Hand Dekerman.
Der Figur des Monsignore Tatoski, dem der Protagonist des Films im Club „El circulo de armas“ begegnet,  diente der Erzbischof Adolfo Tortolo als Vorlage. Wie zahlreiche andere Vertreter des Episkopats unterstützte dieser die Diktatur und war bis 1982 Militärbischof von Argentinien. Tatoski wird von Pablo Torre Nilson gespielt.
Die Dreharbeiten fanden zum Großteil in Buenos Aires statt, so im Hotel Plaza im Gebäude des Comerciales de Galerias Pacifico, in Olivos Golf Club, im Hipódromo de San Isidro und in den Räumlichkeiten des Centro Naval. Die Aufnahmen von den im Film gezeigten Gemälden entstanden im Museo Nacional de Bellas Artes. Des Weiteren drehte man auf dem Anwesend des Estancia La Brava in Corrientes und auf dem Gelände des Aeroclub Balcare, wo Yvan und Inés ein kleines Flugzeug besteigen. Als Kameramann fungierte Gabriel Sandru.

### Veröffentlichung
Die offizielle Weltpremiere war im Rahmen der Internationalen Filmfestspiele Berlin in der Sektion Encounters. Dort erfolgten ab 10. Juni 2021 Vorstellungen beim Summer Special, das Open Air stattfindet. Bereits Ende April, Anfang Mai 2021 wurde er im Rahmen der Reihe New Directors / New Films gezeigt, einem gemeinsamen Filmfestival des New Yorker Museum of Modern Art und der Film Society of Lincoln Center. Anfang September 2021 wurde er beim Brussels International Film Festival vorgestellt. Nach ersten Vorstellungen Anfang September 2021 in New York kam Azor, beginnend mit Los Angeles am 17. September 2021, in den USA landesweit in ausgewählte Kinos. Am 7. Oktober 2021 kam er in die Schweizer Kinos.

## Rezeption

### Kritiken
Der Film konnte 98 Prozent aller bei Rotten Tomatoes aufgeführten Kritiker überzeugen und erhielt hierbei eine durchschnittliche Bewertung von 8,1 der möglichen 10 Punkte, womit er aus den 22. Annual Golden Tomato Awards als Erstplatzierter in der Kategorie Thriller Movies der Filme des Jahres 2021 hervorging. Auf Metacritic erhielt der Film einen Metascore von 88 von 100 möglichen Punkten.

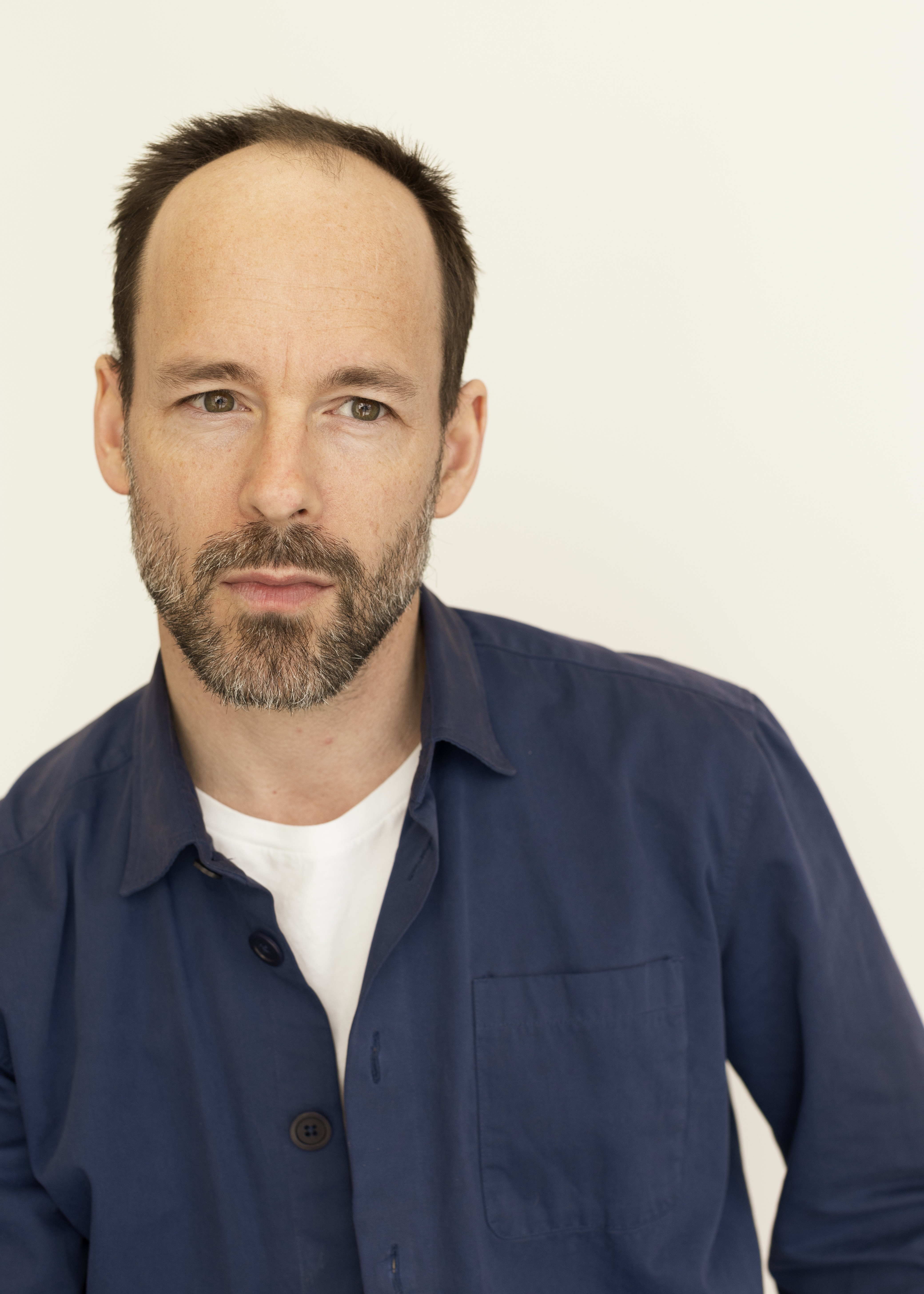
Regisseur Andreas Fontana

Wolfgang Hamdorf vom Filmdienst  beschreibt Azor als einen Politthriller der besonderen Art und einen komplexen und vielschichtigen Film, weil er so vieles offen lasse und dennoch alles verständlich mache. So setze Regisseur Andreas Fontana zwar geschickt Spannungselemente ein, doch sein Spielfilmdebüt sei in erster Linie das Psychogramm einer herrschenden Kaste. Der Film greife dabei nicht auf die üblichen Bilder politischer Repression zurück, das alles spiegele sich vielmehr im Gesichtsausdruck der Protagonisten, im Schweigen und weniger in den Worten wider. Azor handele auch von der Schweiz und ihrem Bankgeheimnis, einer Hochfinanz, die der Diktatur den Zugang zu den internationalen Finanzmärkten öffnen will und von Kreditgebern, die auch dann noch verdienen, wenn der Kapitalismus seine eigenen Kinder frisst. Am Ende seiner Reise sei auch Yvan De Wiel der durchsetzungsfähige und skrupellose Banker geworden, der er gerne werden wollte, so Hamdorf. Er hebt in dem ausgezeichneten Schauspielerensemble insbesondere Hauptdarsteller Fabrizio Rongione hervor, der sich fast unschuldig und doch zielstrebig ins Labyrinth trüber Eliten vorkämpft, deren Dekadenz die Bildgestaltung von Gabriel Sandru in gedämpften dunklen Farbtönen hervorragend eingefangen habe.
Manohla Dargis schreibt in der New York Times,  Andreas Fontana habe mit Azor ein formal präzises, tonal perfektes Spielfilmdebüt geschaffen, das alles habe, was es für einen spannenden Film braucht: gedämpfte Gespräche, Zigarettenrauchwolken, schwer bewaffnete Soldaten. Der Regisseur komme dabei ohne cleveren Wendungen, sexy Figuren und leere Moralvorstellungen und auch ohne prahlerische Spione, schneidige Helden und allgemein nur sehr wenig von dem aus, was als Action im Hollywood-Stil durchgehen könnte. Stattdessen gebe  es eine Menge scheinbar harmloser Smalltalks, die oft zwischen den Erzählsprüngen eines Films versteckt sind. Wenn dabei über Schweizer Schulen, vornehme Hotels, Familienschlösser und die gute alte Zeit geredet wird, trage dies dazu bei, den Anschein von Normalität zu wahren. Fontana prügele den Zuschauer nicht mit Erklärungen und gebe auch keine Nachhilfe in argentinischer Geschichte, sondern fordere einen auf, hinzuschauen und zuzuhören.

### Auszeichnungen
Gotham Awards 2021
- Nominierung als Bester internationaler Spielfilm[20]

Internationale Filmfestspiele Berlin 2021
- Nominierung in der Sektion Encounters
- Nominierung als Bester Erstlingsfilm[21]

London Film Festival 2021
- Nominierung für den Sutherland Award im First Feature Competition[22]

Reykjavík International Film Festival 2021
- Nominierung für den Golden Puffin Award im Hauptwettbewerb[23]

San Sebastián International Film Festival 2021
- Nominierung für den Horizons Award (Andreas Fontana)[24]

Schweizer Filmpreis 2022
- Nominierung als Bester Spielfilm (Andreas Fontana)
- Nominierung für das Beste Drehbuch (Andreas Fontana)
- Nominierung für die Beste Kamera (Gabriel Sandru)
- Nominierung für den Besten Ton (Xavier Lavorel und Etienne Curchod)

Zurich Film Festival 2021
- Nominierung im Focus Competition[25]